# José Tomás de Oliveira Barbosa
José Tomás de Oliveira Barbosa (, 5 de fevereiro de 1803 — Rio de Janeiro, 1888) foi um militar, paleólogo e colecionador de documentos brasileiro.

## Biografia
Filho do marechal José de Oliveira Barbosa e de Maria Tomásia de Oliveira Gonçalves, José Tomás de Oliveira Barbosa teve precoce carreira militar, acompanhando seu pai em Angola como seu ajudante de ordens com apenas dez anos. Foi major e desde 1810, Fidalgo Cavaleiro, nomeado, em 1840, servidor do então criado Arquivo Público Imperial, atual Arquivo Nacional, onde permaneceria até sua aposentadoria em 1888. Durante esse período exerceu a direção da instituição de forma interina entre 1857 e 1860, com a morte do então diretor e seu cunhado Ciro Cândido Martins de Brito. Como diretor do Arquivo Público Imperial foi o responsável por elaborar um novo regimento, aprovado por meio do decreto n.º 2.541, de 3 de março de 1860.